# Kepa Blanco González

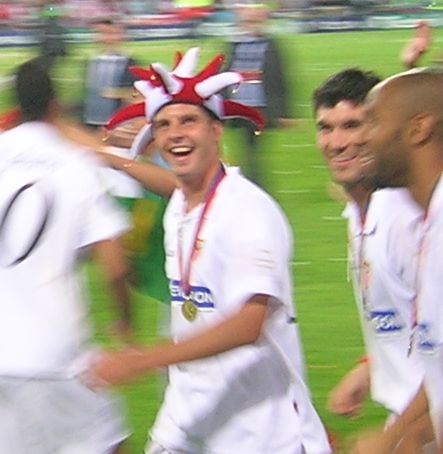
Kepa Blanco González in 2006

Kepa Blanco González (Marbella, 13 januari 1984) is een voormalig Spaanse profvoetballer die sinds januari 2007 onder contract staat bij Getafe CF.
Kepa maakte zijn profdebuut in het seizoen 2004/05 bij Sevilla FC en kwam in dat debuutjaar slechts tweemaal in actie. In het daaropvolgende jaar ontwikkelde hij zich als de supersub van de Primera División door in 19 invalbeurten kort voor tijd vijfmaal doel te treffen. In de wedstrijden dat hij in de basis begon kwam hij niet tot scoren.
In datzelfde jaar won hij met zijn club UEFA Cup. Nadat de thuiswedstrijd in de kwartfinale reeds met 4-1 was gewonnen van Zenit Sint-Petersburg leek de plaats in de halve finale verzekerd. Echter in het ijskoude en sneeuwende Rusland had Zenit het betere van het spel en kwam vroeg in de tweede helft op 1-0. Daarna zette de thuisploeg meer en meer aan. Slechts één minuut nadat Kepa was ingevallen ontstond er een counteraanval van Sevilla FC die de bal voor Kepa's voeten deed belanden. Hij schoot de bal binnen en verzekerde daarmee min of meer de plaats in de halve finale mee. Uiteindelijk vond de scheidsrechter dat Kepa wat te overdreven aan het feestvieren was en stuurde hem vervolgens in diezelfde minuut nog met de rode kaart van het veld.
Door gebrek aan speeltijd in het seizoen 2006/07 besloot Kepa in januari 2007 te vertrekken naar het Engelse West Ham United. Met ingang van het seizoen 2007/2008 werd hij speler van Getafe CF in Spanje, waar hij tot 2010 zou blijven. Aan het begin van het seizoen verhuisde hij naar de Spaanse Tweede Divisieclub Recreativo de Huelva.

## Clubstatistieken
| seizoen    | club                 | land     | competitie         | duels | goals |
| ---------- | -------------------- | -------- | ------------------ | ----- | ----- |
| 2004/05    | Sevilla FC           | Spanje   | Primera División   | 2     | 0     |
| 2005/06    | Sevilla FC           | Spanje   | Primera División   | 22    | 5     |
| 2006/07    | Sevilla FC           | Spanje   | Primera División   | 10    | 3     |
| 2006/07    | West Ham United      | Engeland | Premier League     | 8     | 1     |
| 2007/08    | West Ham United      | Engeland | Premier League     |       |       |
| 2008/09    | Getafe               | Spanje   | Primera División   |       |       |
| 2009/10    | Getafe               | Spanje   | Primera División   |       |       |
| 2010/11    | Recreativo de Huelva | Spanje   | Segunda División A |       |       |
| Bijgewerkt | 13-01-2011           |          |                    |       |       |

## Erelijst
Sevilla
- UEFA Cup

2006